# Adèle Bibaud
Adèle Bibaud surnommée Élèda Gonneville, née le 3 mai 1857 à Montréal et morte le 14 février 1941, est une romancière, nouvelliste et journaliste canadienne. 
Elle est connue pour ses œuvres mêlant histoire et mélodrame sur des événements marquants du Québec.

## Biographie

### Origines et enfance
Adèle Bibaud naît à Montréal le 3 mai 1857 du médecin Jean-Gaspard Bibaud et de Virginie Pelletier Bibaud. Elle est la nièce de Maximilien Bibaud et la petite fille Michel Bibaud. Adèle Bibaud grandit dans un environnement dans lequel la culture et la littérature sont au centre des préoccupations familiales, ce qui lui donne une base solide pour ses futures créations littéraires,.

### Carrière littéraire
Adèle Bibaud choisit d'explorer des thèmes historiques à travers le prisme de récits mélodramatiques, s'inspirant des travaux de son grand-père, tout en y ajoutant des aventures et des malentendus romantiques. Son premier roman, Trois ans au Canada, publié sous le pseudonyme Elèda Gonneville, raconte l'assaut britannique contre la ville de Québec en 1759. Ce roman mêle les faits historiques à des éléments dramatiques et fictifs, donnant ainsi vie à des personnages engagés dans des luttes émotionnelles et sociales intenses.

### Décès et héritage
Adèle Bibaud meurt à Montréal en 1941 à l'âge de 83 ans, laissant un héritage littéraire qui continue de nourrir les réflexions sur la place des femmes dans la littérature et l’histoire du Québec,.

## Publication

### Romans
- (fr) Trois ans au Canada, 1887 (ISBN 978-0-665-62396-7, OCLC 19052636)[7].
- (fr) Les fiancés de St-Eustache, 1910 (ISBN 978-0-665-71319-4 et 0665713193, OCLC 1108698832)[8].

### Autres
- (fr) Une Lettre anonyme, 1890 (ISBN 9780665080180)[9].
- (fr) L'homme qui pense. Contes de Noël, 1925 (OCLC 1308660572)[10].
- (fr) Un terrible secret, Bibaud, 1893 (ISBN 9780665035838)[11].